# Canadá nos Jogos Olímpicos de Inverno de 1992
O Canadá mandou 108 competidores que disputaram onze modalidades nos Jogos Olímpicos de Inverno de 1992, em Albertville, na França. A delegação conquistou 7 medalhas no total, sendo duas de ouro, três de prata e duas de bronze.